# Unrund
Als unrund bezeichnet man in der Technik geometrische Formen und Querschnitte, die vom Kreis oder einer kreisförmigen Bewegung periodisch abweichen. Die Abweichungen können absichtlich herbeigeführt sein (z. B. bei einem unrunden Planetengetriebe), können sich aber auch durch Abnutzung oder Reibung einstellen.

Ein Unrund als „holperndes Rad“

Als Substantiv wird der Begriff das Unrund für eine geschlossene Kurve verwendet, die – wie auf nebenstehender Skizze ersichtlich – überall den gleichen Durchmesser hat, deren Krümmungsradien jedoch größer als der halbe Durchmesser sind. Ein Unrund kann wie ein Rad verwendet werden, doch hebt und senkt sich seine Drehachse beim Abrollen periodisch. Es wird in speziellen Bereichen des Maschinenbaus verwendet, aber auch für manche Spielzeuge, z. B. den Tatzelwurm zum Nachziehen.
Planmäßige Abweichungen von der Rundheit besitzen u. a. manche speziellen Planetengetriebe, wenn einem regelmäßigen Ablauf einer Bewegung ein periodischer Anteil aufgeprägt werden soll. So kann bei einem Unrund-Zahngetriebe das Hohlzahnrad als Unrund ausgeführt sein, an dem innen drei kleinere Unrund-Zahnräder laufen. 

Auch metallene Kleinteile wie Kolbenringe oder Unterlagsscheiben werden oft definiert unrund hergestellt. So werden die Kolbenringe von Ottomotoren erst beim Einbau in die Kreisform gedrückt.
Ungewünschte Unrundheiten entstehen z. B. durch den Abrieb an Teilen eines Verbrennungsmotors – was sich ebenso wie Störungen an der Zündung als unrunder Lauf bemerkbar macht – oder an den Rädern von Schienenfahrzeugen. Wenn die Abweichungen solcher Räder von der Kreisform entsprechend groß werden, so machen sie sich nicht nur durch Rumpeln bemerkbar, sondern können sich durch die hervorgerufenen Schwingungen auch rasch verstärken.
Es gibt eigene Rundschleifmaschinen, die auch zum Schleifen unrunder Werkstücke geeignet sind.